# Yeşildağ, Beyşehir
Yeşildağ là một thị trấn thuộc huyện Beyşehir, tỉnh Konya, Thổ Nhĩ Kỳ. Dân số thời điểm năm 2011 là 1.808 người.